# Praktische Wissenschaft
Was praktische Wissenschaft ist, bestimmt Aristoteles zum einen nach dem Gegenstand und zum andern nach dem Erkenntnisinteresse (vgl. Metaphysik VI, 1).
Die praktische Wissenschaft thematisiert
- den veränderlichen Bereich der Welt des Menschen,
- um das gute Leben, das Glück, die eudaimonia zu erreichen.

Unter die praktische Wissenschaft fällt vor allem die aristotelische Ethik mit den Schriften Nikomachische Ethik, Eudemische Ethik und die Politik.